# ミカエル・シモンエス・ドミンゲス
ミカ（Mika）こと、ミカエル・シモンエス・ドミンゲス（Michael Simões Domingues、1991年3月8日 - ）は、スイス・ヴォー州イヴェルドン・レ・バン出身のプロサッカー選手。CFベレネンセス所属。ポジションは、ゴールキーパー。

## 経歴
スイスのイヴェルドン・レ・バンにて、ポルトガル人の両親の下に生まれた。2006年、15歳でUDレイリアの下部組織に入団し、2010年2月にトップチームデビュー。
2011年7月、SLベンフィカに50万ユーロで移籍。契約は5年。しかしトップチームでの出場機会は全くなく、もっぱらリザーブチームでプレーした。
2014年1月、ベンフィカを退団し、2部のアトレチコCPと2年契約を結んだ。
2014年夏、ボアヴィスタFCと3年契約を結んだ。
2016年夏、プレミアリーグのサンダーランドAFCと2年契約を結んだ。サンダーランドではジョーダン・ピックフォードとヴィト・マンノーネの控えとしての立場であり、公式戦での出場は無かった。
2018年3月8日、UDレイリアに復帰した。同年6月にCFベレネンセスに移籍した。

## タイトル

### クラブ
ベンフィカ
- タッサ・ダ・リーガ: 2011–12

### 個人
- FIFA U-20ワールドカップ: ゴールデングローブ（2011）